# أقصليس
الأُقْصَلِيس أو الحُمَّيْضَة أو الحُمَّاض أو الحماض البري أو حماض الزهور أو الحُمَّيْضَة البرية أو البقلة الحامضة (الاسم العلمي:Oxalis) هي جنس من النباتات يتبع الفصيلة الحماضية من رتبة الحماضيات. يعتبر أهم أجناس الفصيلة حيث يضم عدد كبير من الأنواع منها حوالي 500 مؤكدة من أصل 900 نوع تتبع الفصيلة. يطلق على أنواع هذا النبات أيضاً أسماء حميضة وحميض وحماض في كثير من الأقطار العربية كلبنان وسورية واليمن. ويجب الانتباه بعدم الخلط مع أنواع جنسي الحماض والحميضة من الفصيلة البطباطية اللذين لا يقربان هذا النبات.

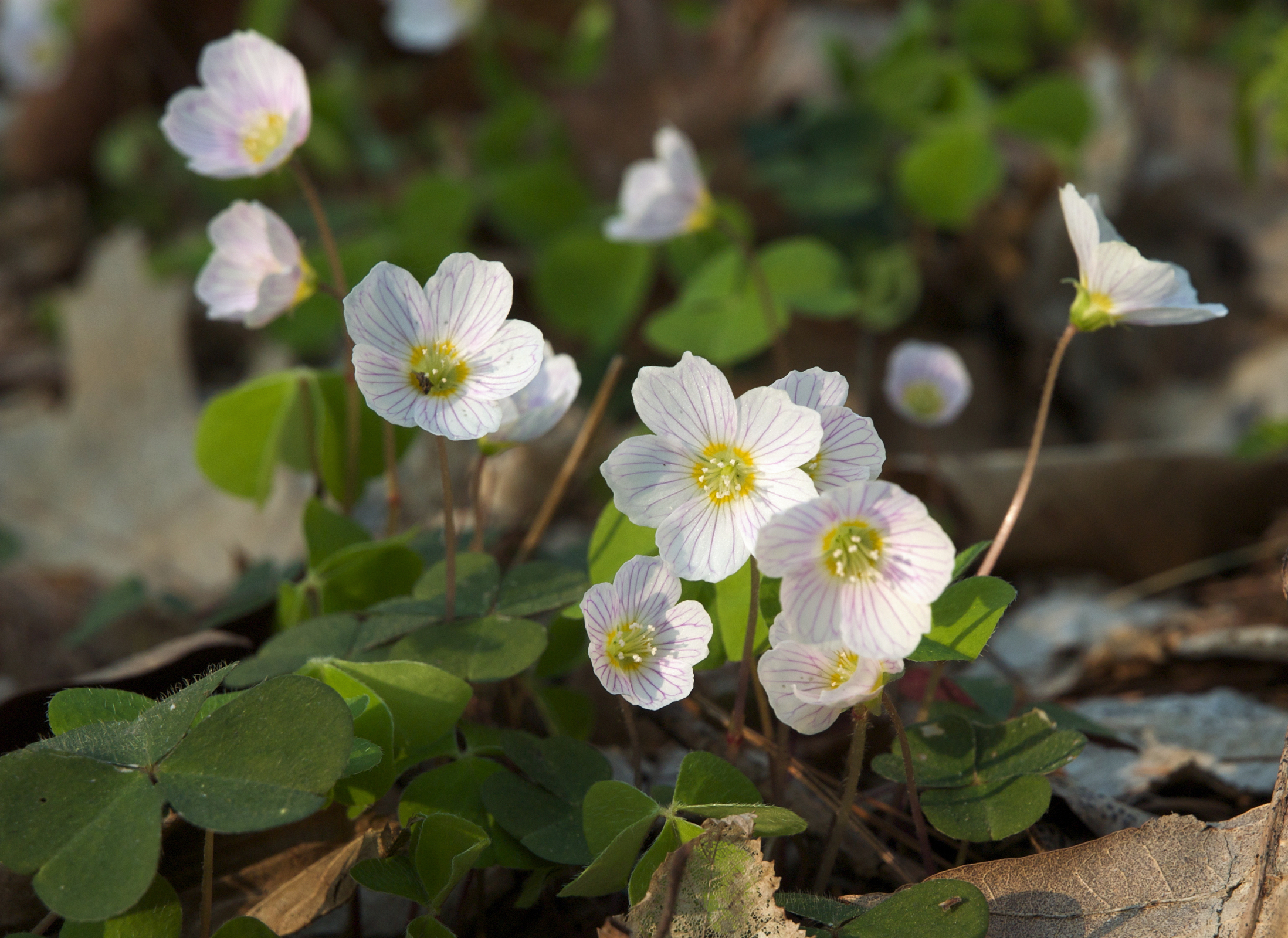
أوراق وأزهار الأقصليس الصغير

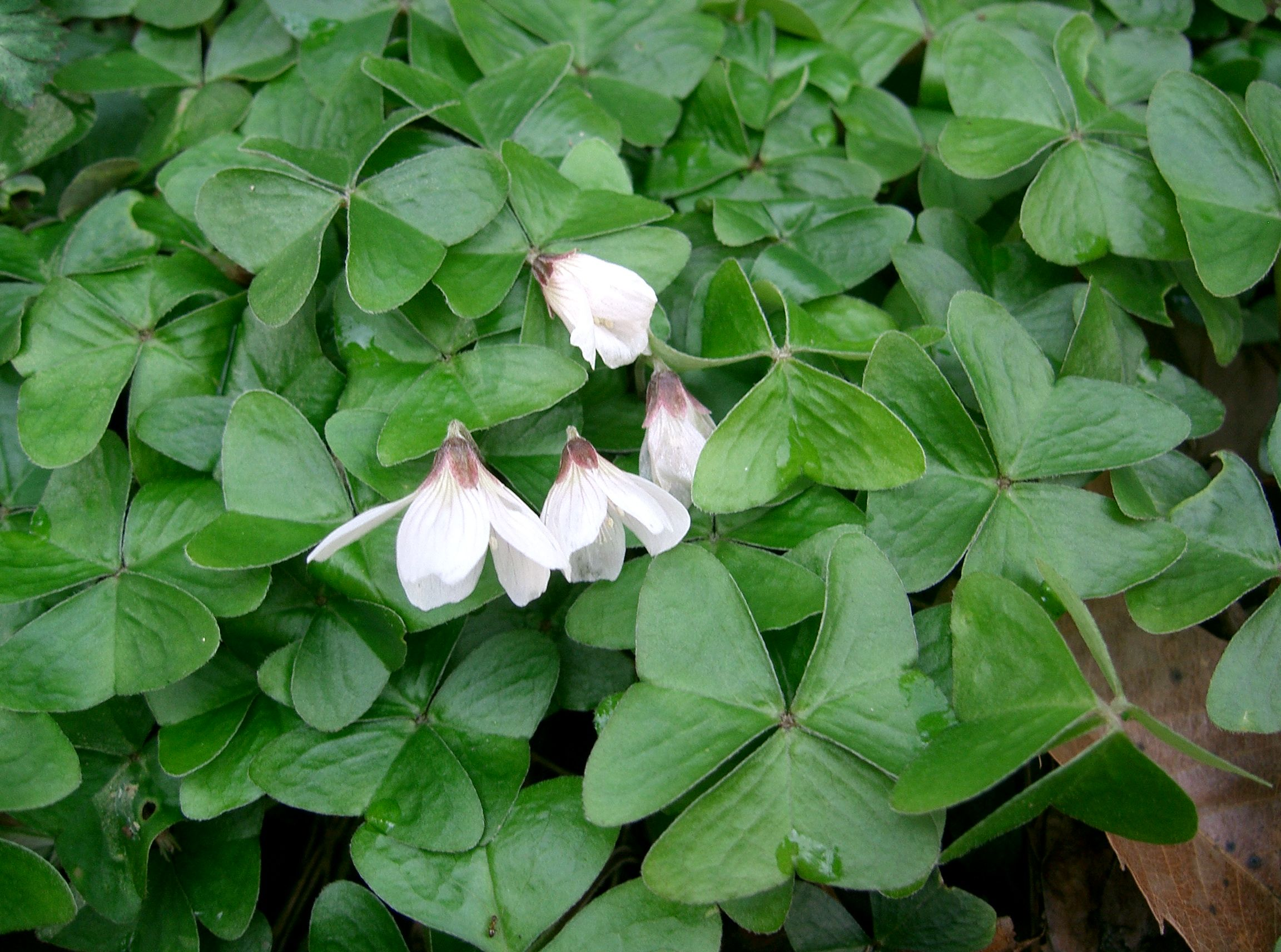
أوراق وأزهار أقصليس Oxalis griffithii

## من أنواعه
- الأقصليس الديليني
- الأقصليس الحامض
- الأقصليس القريني في بلاد الشام
- الأقصليس الماعزي في بلاد الشام